# Extralives
Extralives AB är ett svenskt företag som utvecklar datorspel, som Hattrick och Popomundo. Verksamheten startades år 1997 i Stockholm av Björn Holmér, Johan Gustafson och Daniel Abrahamsson. Extralives blev dock bolagiserat först i september 2000. Företaget är numera baserat i Storbritannien.
Holmér har konstaterat att eftersom Extralives kom igång med sin verksamhet precis i slutet av IT-eran, år 2000, så hamnade de aldrig i samma sits som många andra IT-företag som hade obegränsad tillgång till riskkapitalisternas pengar och som senare drabbades av IT-kraschen. Extralives är istället självfinansierade.